# Purranque
Purranque este un oraș și comună din provincia Osorno, regiunea Los Lagos, Chile, cu o populație de 20.705 locuitori (2012) și o suprafață de 1458,8 km2.